# Dyscia fleischmanni
Dyscia fleischmanni är en fjärilsart som beskrevs av Hans Rebel 1910. Dyscia fleischmanni ingår i släktet Dyscia och familjen mätare. Inga underarter finns listade i Catalogue of Life.